# Amérasien
 (février 2017).
Si vous disposez d'ouvrages ou d'articles de référence ou si vous connaissez des sites web de qualité traitant du thème abordé ici, merci de compléter l'article en donnant les références utiles à sa vérifiabilité et en les liant à la section « Notes et références ».
Dans sa signification initiale, un amérasien est une personne née en Asie d'un père militaire américain et d'une mère asiatique,. D'une manière plus courante, le terme est synonyme de personne issue d'un métissage asiatique-américain sans tenir compte des circonstances. 

## Répartition
Plusieurs pays ont une population d'amérasiens significative, incluant les îles qui peuplent l'Océan Pacifique. 
- Le Japon (Okinawa)
- La Thaïlande (Phuket et Pattaya Beach)
- La Corée du Sud
- Le sud du Vietnam
- Les Philippines (Angeles City, Olongapo et La Union)

Ces pays sont les lieux des plus grosses bases militaires de la marine et de l'aviation américaine en dehors du territoire américain. A proximité de ces bases étaient souvent mises en place des zones de Rest and Recreation («repos et détente») pour les militaires américains.